# Бистрица (Призренска)
Вижте пояснителната страница за други значения на Бистрица.
Бистрица, наричана и Призренска Бистрица, е река в Косово, на която е разположен град Призрен.
Реката извира от северното подношие на Шарския Църн връх и тече в западна посока. Минава през областта Средска Жупа и главното ѝ селище Средска, като отделя Шар планина от юг и Езерската планина от север. Минава през Призрен и се влива в Бели Дрин.
Реката е дълга 18 км, а водосборният ѝ басейн е 158 км2.